# سولفونیل

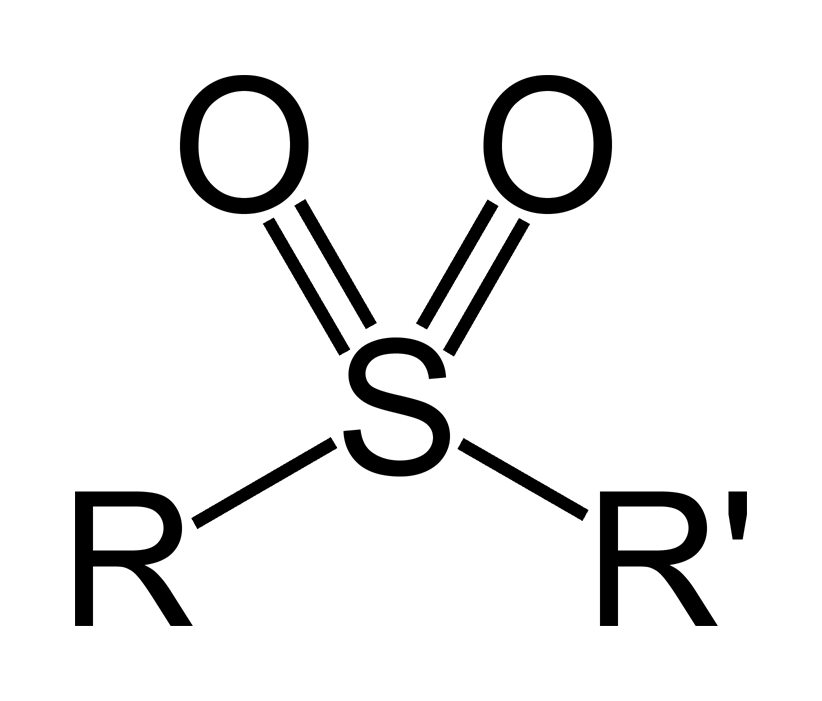
ساختار کلی سولفونیل‌ها.

سولفونیل‌ها(به انگلیسی: Sulfonyl) دسته‌ای از ترکیبات آلی هستند که مشابه سولفونیک اسید بوده با این تفاوت که به جای گروه هیدروکسیل سولفونیک اسید، یک زنجیره جانبی می‌نشیند. می‌توان فرمول کلی این موارد را به صورت R-S(=O)2-R' نوشت که در آن Rها زنجیره‌های جانبی هستند.
همچنین گروه عاملی سولفوریل در شیمی معدنی شباهت زیادی با این گروه عاملی دارد با این تفاوت که در سولفوریل به جای Rها، اتم‌های غیر کربن متصل می‌شوند.